# Бериславська районна рада
Бериславська райо́нна ра́да — районна рада Бериславського району Херсонської області. Адміністративний центр — місто Берислав.

## Склад ради
Загальний склад ради: 46 депутатів.

### Голова
Тессіо Олег Болеславич (нар. 1957) — голова районної ради з листопада 2010 року.

#### Голови районної ради (з 2006 року)
| ПІБ                        | Основні відомості                                                     | Дата обрання | Дата звільнення |
| -------------------------- | --------------------------------------------------------------------- | ------------ | --------------- |
| Дешко Микола Володимирович | Голова районної ради, 1955 року народження                            | 22.08.2006   | 31.10.2010      |
| Тессіо Олег Болеславич     | Голова районної ради, 1957 року народження, освіта вища, безпартійний | 31.10.2010   |                 |

Примітка: таблиця складена за даними джерела